# لورن زونیگا
لورن زونیگا (انگلیسی: Loren Zúñiga؛ زادهٔ ۱۸ ژانویهٔ ۲۰۰۳) بازیکن فوتبال اهل اسپانیا است.
از باشگاه‌هایی که در آن بازی کرده‌است می‌توان به باشگاه فوتبال مالاگا اشاره کرد.
وی همچنین در تیم ملی فوتبال زیر ۱۹ سال اسپانیا بازی کرده‌است.